# Ethnografisches Museum Ankara

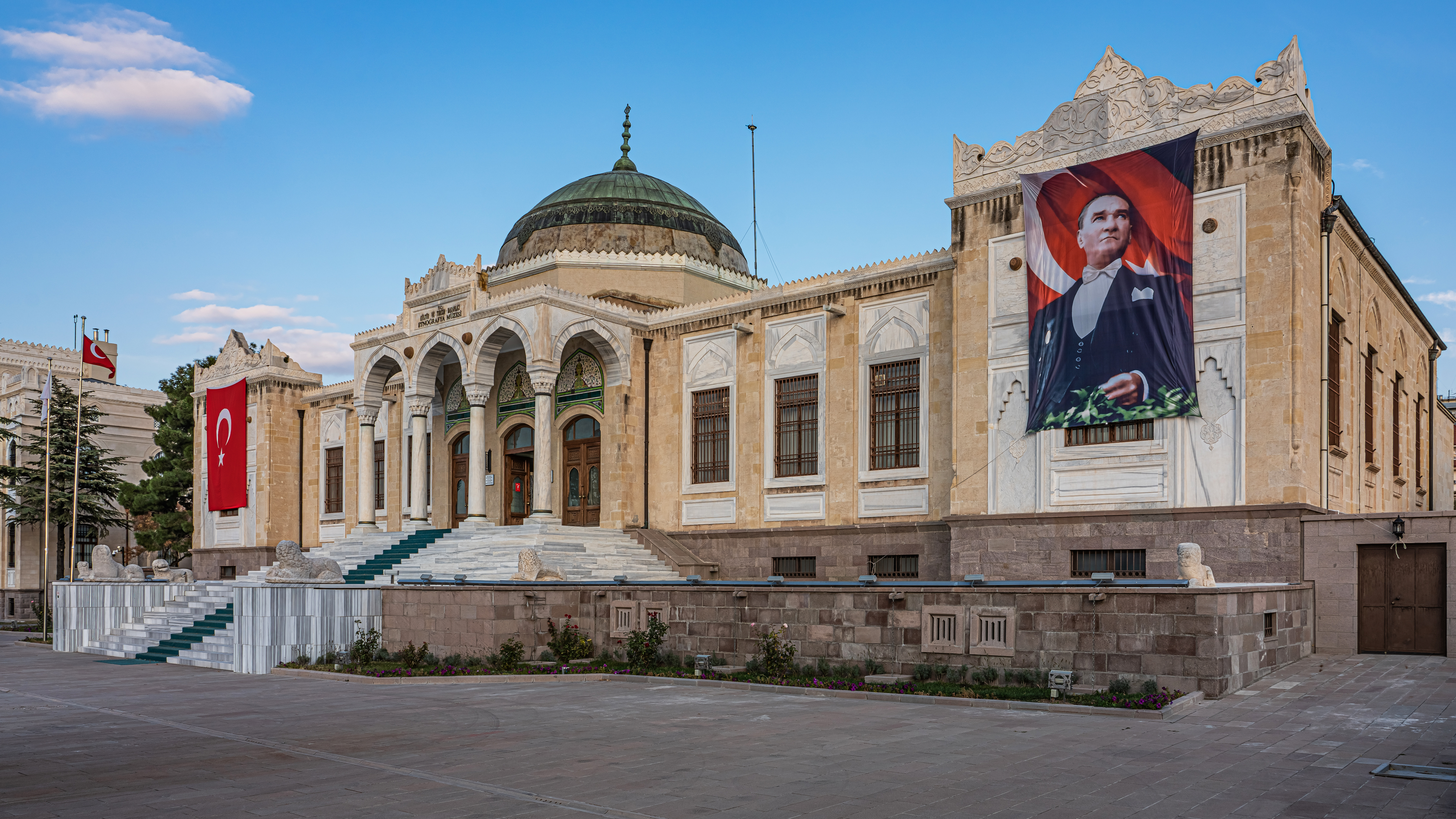
Museumsgebäude

Das Ethnografische Museum Ankara (türkisch Ankara Etnoğrafya Müzesi) ist ein 1930 eröffnetes Volkskundemuseum für türkische Kultur in Ankara.

## Museumsgebäude

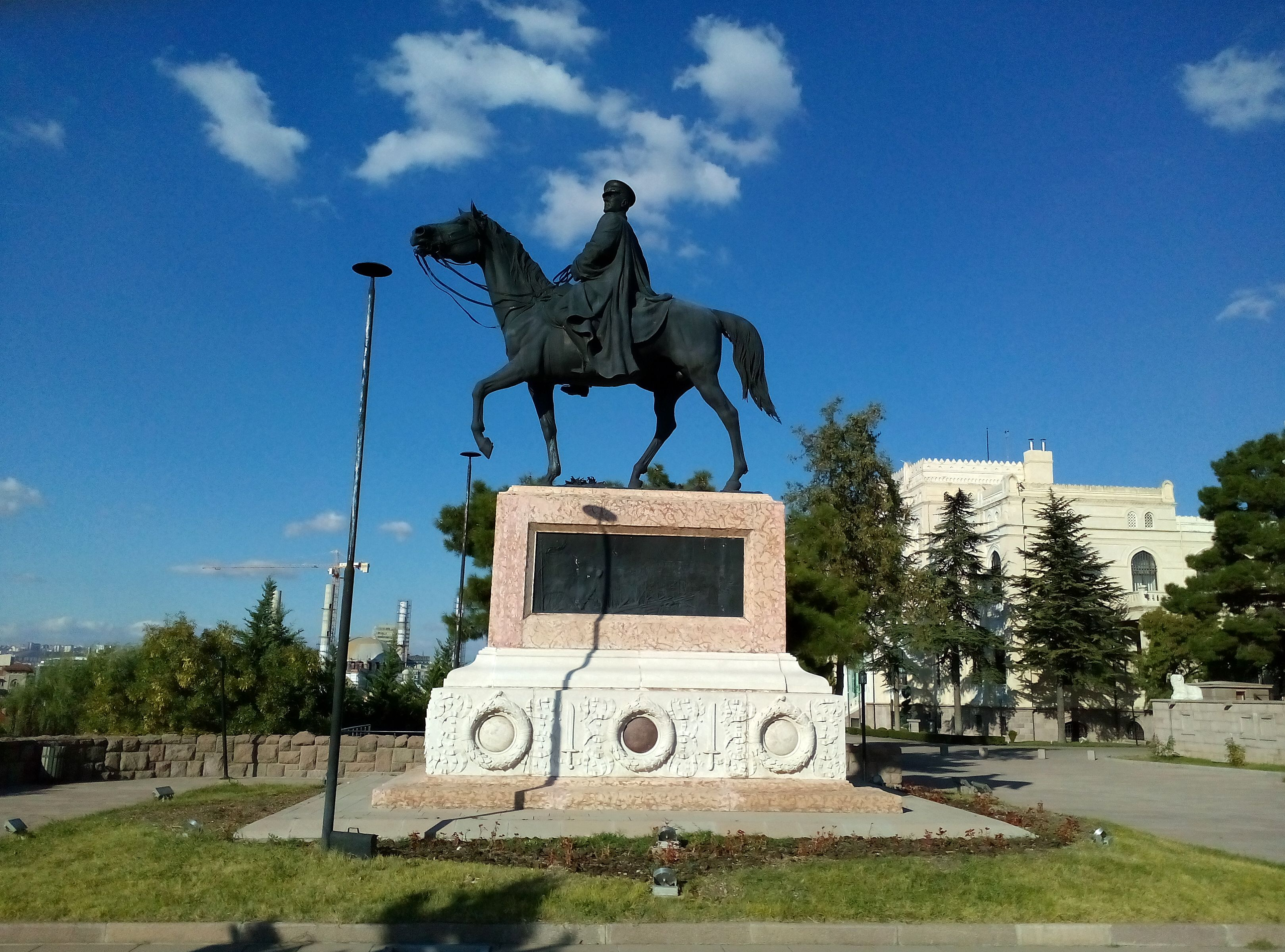
Reiterstandbild von Kemal Atatürk vor dem Museumsgebäude

Das Gebäude wurde von dem Architekten Arif Hikmet Koyunoğlu entworfen und zwischen 1925 und 1928 auf dem Namazgah-Hügel (Namazgâh Tepesi) gebaut. Der Grundriss ist rechteckig mit einer zentralen überkuppelten Rotunde. Das Museumsgebäude befindet sich in Gündoğdu, Altındağ, und wurde am 18. Juli 1930 mit 1250 bis dahin erworbenen Ausstellungsobjekten, die einen Zeitraum seit dem 12. Jahrhundert umfassen, eröffnet. Erster Direktor wurde am 1. Juni 1927 Hâmit Zübeyir Koşay. Vor dem Museum befindet sich ein 1927 aufgestelltes Bronzereiterstandbild Atatürks des italienischen Bildhauers Pietro Canonica.

## Aufbewahrungstätte Kemal Atatürks

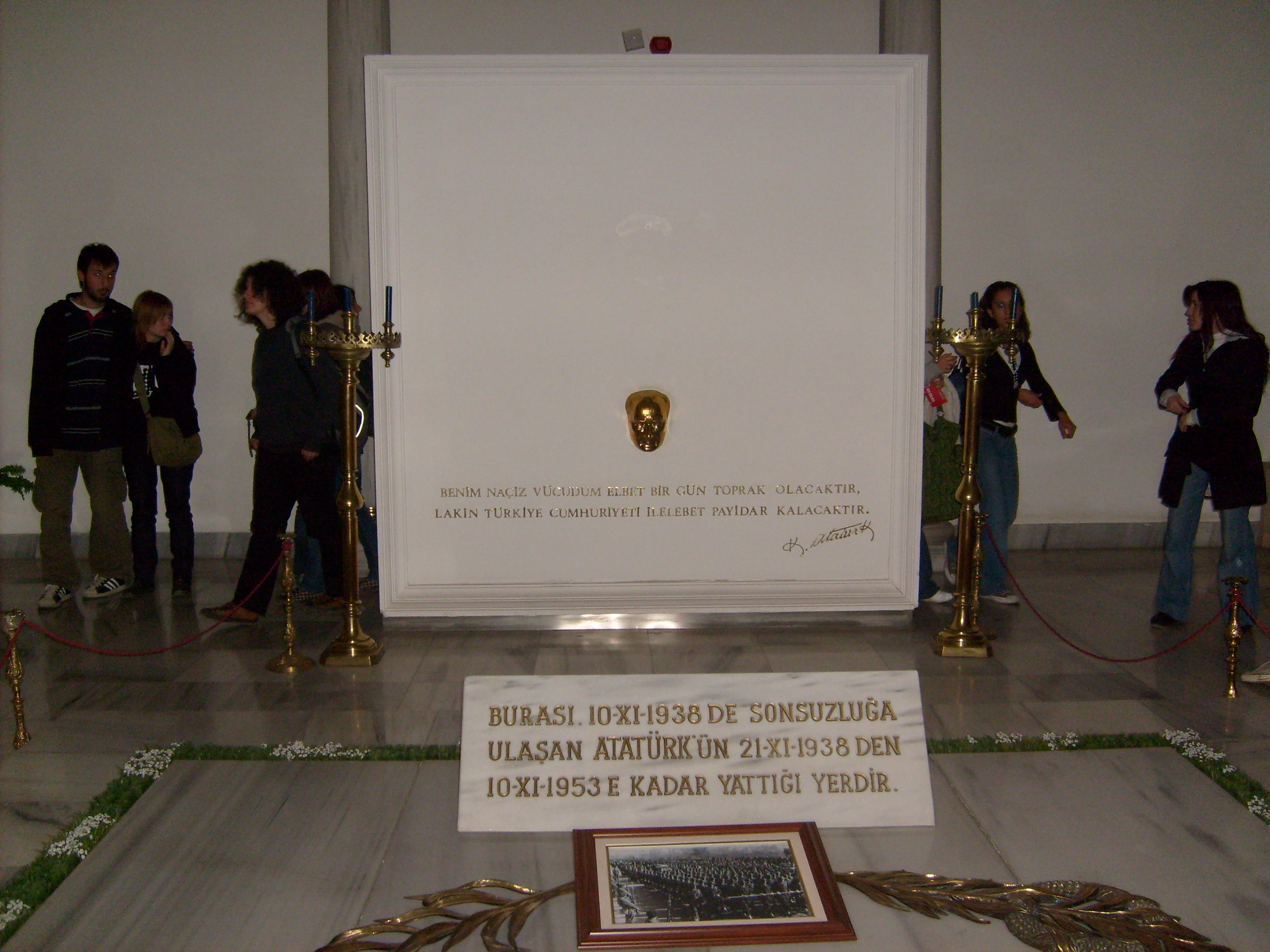
Gedenkstätte zum ehemaligen Aufbewahrungsort (1938–1953) des Sarkophags Kemal Atatürks

Eine Sonderstellung erhielt das Museum nach dem Tod des Staatsgründers Mustafa Kemal Atatürk am 10. November 1938, als seine Gebeine von Istanbul nach Ankara überführt wurden. In Ankara fand ein Staatsbegräbnis statt und Atatürks Marmor-Sarkophag wurde im Innenhof des Museums aufgebahrt, wo er 15 Jahre bis zur Überführung in das eigens gebaute Mausoleum Anıtkabir 1953 verblieb. In dieser Zeit fanden dort Staatsempfänge ausländischer Delegationen statt und der Sarkophag im Museum wurde als Nationalsymbol zu einem beliebten Besuchsort in Ankara.

## Sammlungen und Ausstellungen
Die Sammlungen und Ausstellungen konzentrieren sich auf die türkische Volkskunst mit Keramiken, Holzarbeiten, historischen Waffen und Rüstungsgegenständen, Gebrauchsgegenständen, Webkunst und Teppichen mit Schwerpunkt der letzten 500 Jahre. Zu besichtigen ist die Nachbildung einer typischen Wohneinrichtung aus dem 17. Jahrhundert. Zu den älteren Kunstschätzen gehört u. a. ein hölzerner Thron des seldschukischen Sultans Kai Chosrau III. aus dem 13. Jahrhundert.
Im Jahr 2012 wurde dem Museum eine angeblich 1500 Jahre alte aramäische Handschrift einer neutestamentlichen Apokryphe (Barnabasevangelium) übereignet, deren Alter und Authentizität jedoch fragwürdig ist.